# Udmurtia
L’Udmurtia o Udmurzia (in russo Удму́ртия?, Udmurtija), formalmente Repubblica udmurta (rus. Удму́ртская респу́блика, Udmurtskaja respublika; udm. Удмурт Элькун, Udmurt el'kun) è una repubblica della Russia, estesa nel settore centro-occidentale della Russia, ad ovest degli Urali su un territorio pianeggiante bagnato dal basso corso del fiume Kama.

## Economia
L'agricoltura favorisce i cereali ed il lino, ed anche l'allevamento è ampiamente presente. Notevoli sono i giacimenti di carbone e torba, mentre le industrie del legno, conciarie, meccaniche e metallurgiche sono in via di graduale sviluppo. La capitale Iževsk è sede di una università e di un aeroporto e conta inoltre varie industrie metalmeccaniche, siderurgiche, chimiche, alimentari e del legname.

## Corsi d'acqua
I principali corsi d'acqua sono:
- Čeptsa
- Iž
- Kama (navigabile)
- Kil'mez'
- Siva

## Geografia fisica

### Clima
L'Udmurtia ha un moderato clima continentale, con estati calde ed inverni freddi dove sempre è presente la neve.
- Temperatura media in gennaio: −14,5 °C
- Temperatura media in luglio: +18,3 °C
- Precipitazioni medie annue: 400–600 mm

## Città principali
La capitale Iževsk accentra buona parte della popolazione urbana; oltre ad essa, altre città importanti sono:
- Glazov
- Kambarka
- Možga
- Sarapul
- Votkinsk

## Rajon
L'oblast' si suddivide nei seguenti rajon:
- Alnašskij
- Balezinksij
- Debësskij
- Glazovskij
- Grachovskij
- Igrinskij
- Jakšur-Bod'inskij
- Jarskij
- Jukamenskij
- Kambarskij
- Karakulinskij
- Kezskij
- Kiznerskij
- Kijasovskij
- Krasnogorskij
- Malopurginskij
- Možginskij
- Sarapul'skij
- Šarkanskij
- Seltinskij
- Sjumsinskij
- Uvinskij
- Vavožskij
- Votkinskij
- Zav'jalovskij